# Matrice (chimica)
In chimica analitica la matrice o matrice del campione è quell'insieme di composti che formano il campione tranne l'analita.
Una matrice può contenere o meno interferente, nel qual caso, se possibile, è meglio separarli o estrarre l'analita.
L'effetto di interferenza della matrice sull'analisi chimica dell'analita è chiamato effetto matrice.